# Calheta (kommunhuvudort)
Calheta är en kommunhuvudort i Kap Verde.   Den ligger i kommunen São Miguel, i den södra delen av landet, 30 km norr om huvudstaden Praia. Calheta ligger 7 meter över havet och antalet invånare är 5 400. Den ligger på ön Santiago.
Terrängen runt Calheta är kuperad åt sydväst, men österut är den platt. Havet är nära Calheta åt nordost. Närmaste större samhälle är Santa Cruz, 6,5 km söder om Calheta. 
Runt Calheta är det tätbefolkat, med 266 invånare per kvadratkilometer.